# Marcel Bouteron
Marcel Bouteron est un bibliothécaire et historien de la littérature français, né au Mans le 3 août 1877 et mort à Vence le 9 juillet 1962. Il était membre de l'Institut de France.

## Biographie
Après des études au lycée du Mans, Marcel Bouteron entre à l'École nationale des chartes où il obtient le diplôme d'archiviste paléographe grâce à une thèse intitulée Arnoul, évêque de Lisieux (1141-1184), étude sur les manuscrits de ses lettres, poésies et sermons et sur quelques points de sa biographie (1905). Il est également licencié en droit.
Entré à la bibliothèque de l'Institut à sa sortie de l'École des chartes, il y fait toute sa carrière. Il en est nommé directeur en 1913. Après la mort de Georges Vicaire en 1921 , premier Conservateur  la bibliothèque Lovenjoul, appartenant à l'Institut et conservée à Chantilly, Marcel Bouteron  cumule ses fonctions  avec celles de conservateur de la bibliothèque Lovenjoul.
Il est nommé inspecteur général en 1941 dans des conditions difficiles. Il lui est difficile de se déplacer.
Collectant des documents de tous types pour la bibliothèque de l'Institut, notamment des journaux interdits, il est arrêté le 3 avril 1942 pour possession de tracts anti-allemands mais rapidement remis en liberté grâce à l'intervention de Bernard Faÿ. Il est révoqué par Abel Bonnard en mai 1944 : le prétexte est l'incendie de la bibliothèque de Chartres où disparaissent des manuscrits précieux après que l'ordre a été donné de les sortir de leur abri pour les réintégrer dans les collections. Marcel Bouteron s'était pourtant opposé à cette mesure. La véritable raison de sa mise à la retraite semble plutôt son opposition au plan de réforme voulu par le ministre.
Dans son ouvrage sur les bibliothèques sous l'Occupation, Martine Poulain le considère comme le modèle du bibliothécaire juste, ayant refusé de quitter son poste mais ayant toujours su exercer ses fonctions sans se compromettre avec l'occupant ou le pouvoir.
Les liens de Bouteron avec le gouvernement de Vichy semblent pourtant avoir été un peu plus étroits que ne l'exigeait son statut de fonctionnaire: Voir Souvenirs de maître Maurice Garçon (Paris, 2015, index nominum, a: Bouteron)
Quoi qu'il en soit, dès août 1944, c'est-à-dire deux mois après sa mise à pied par Vichy, Henri Wallon lui demande de créer la nouvelle direction des bibliothèques voulue par le Gouvernement provisoire. Il cède comme prévu la place à Julien Cain quand ce dernier revient de Buchenwald au début de l'année 1946. Il prend alors véritablement sa retraite et meurt en 1962.
Parallèlement à sa carrière de bibliothécaire, Marcel Bouteron a voué sa vie à l'étude de Balzac, dont il a notamment édité les œuvres de 1935 à 1937, établissant l'édition de La Comédie humaine en Bibliothèque de la Pléiade en dix volumes (un onzième et dernier volume édité avec la collaboration de  Roger Pierrot était ajouté en 1960). Président de la Société de l'École des chartes en 1942-1943, vice-président de l'Association des bibliothécaires français, il est élu membre de l'Académie des sciences morales et politiques en 1940.

## Publications
L’Académie française lui décerne le prix Vitet en 1932 pour ses travaux sur Honoré de Balzac.

## Distinctions
- Commandeur de l'ordre des Arts et des Lettres